# Herrarnas fyra utan styrman i rodd vid olympiska sommarspelen 2004
Herrarnas fyra utan styrman i rodd vid olympiska sommarspelen 2004 avgjordes mellan den 14 och 21 augusti 2004.

## Medaljörer
| Gren              | Guld                                                                   | Silver                                                               | Brons                                                                   |
| Fyra utan styrman | Storbritannien Steve Williams James Cracknell Ed Coode Matthew Pinsent | Kanada Cameron Baerg Thomas Herschmiller Jake Wetzel Barney Williams | Italien Lorenzo Porzio Dario Dentale Luca Agamennoni Raffaello Leonardo |

## Resultat

### Heat 1 (14 augusti)
1. Kanada (Cameron Baerg, Thomas Herschmiller, Jake Wetzel, Barney Williams)  6:26,38 SF
2. Polen (Jarosław Godek, Mariusz Daniszewski, Artur Rozalski, Rafał Smoliński)  6:30,72 SF
3. Tjeckien (Jakub Makovicka, Jan Schindler, Petr Vitásek, Karel Neffe, Jr.)  6:31,23 SF
4. Kroatien (Damir Vucicic, Igor Boraska, Petar Milin, Marko Dragicevic) 6:34,05 R
5. Rumänien (Daniel Măstăcan, Florin Corbeanu, Ovidiu Cornea, Gheorghita Munteanu)  6:40,16 R

### Heat 2 (14 augusti)
1. Storbritannien (Steve Williams, James Cracknell, Ed Coode, Matthew Pinsent)  6:20,85 SF
2. Italien (Lorenzo Porzio, Dario Dentale, Luca Agamennoni, Raffaello Leonardo) 6:22,58 SF
3. Slovenien (Tomaž Pirih, Jani Klemenčič, Grega Sračnjek, Miha Pirih) 6:25,36 SF
4. USA (Garrett Klugh, Michael Wherley, Jamie Schroeder, Wolfgang Moser) 6:30,01 R

### Heat 3 (14 augusti)
1. Australien (Dave McGowan, Rob Jahrling, Tom Laurich, David Dennis) 6:21,97 SF
2. Nya Zeeland (Donald Leach, Mahé Drysdale, Carl Meyer, Eric Murray)  6:22,91 SF
3. Tyskland (Jochen Urban, Sebastian Thormann, Philipp Stueer, Bernd Heidicker)  6:33,14 SF
4. Ryssland (Sergej Matvejev, Vladimir Volodenkov, Evgenij Jigulin, Aleksandr Litvintjev) 6:36,93 R

### Återkval

#### Återkval 1 (17 augusti)
1. Ryssland (Sergej Matvejev, Vladimir Volodenkov, Evgenij Jigulin, Aleksandr Litvintjev) 5:56,94 SF
2. USA (Garrett Klugh, Michael Wherley, Jamie Schroeder, Wolfgang Moser) 5:58,13 SF
3. Kroatien (Damir Vucicic, Igor Boraska, Petar Milin, Marko Dragicevic) 5:58,48 SF
4. Rumänien (Daniel Măstăcan, Florin Corbeanu, Ovidiu Cornea, Gheorghita Munteanu) 6:00,10

### Semifinaler

#### Semifinal A (18 augusti)
1. Canada (Cameron Baerg, Thomas Herschmiller, Jake Wetzel, Barney Williams) 5:50,68 FA
2. Australia (Dave McGowan, Rob Jahrling, Tom Laurich, David Dennis) 5:51,81 FA
3. Italy (Lorenzo Porzio, Dario Dentale, Luca Agamennoni, Raffaello Leonardo) 5:52,12 FA
4. Germany (Jochen Urban, Sebastian Thormann, Philipp Stueer, Bernd Heidicker) 5:54,45 FB
5. Czech Republic (Jakub Makovicka, Jan Schindler, Petr Vitásek, Karel Neffe Jr,) 5:55,81 FB
6. United States (Garrett Klugh, Michael Wherley, Jamie Schroeder, Wolfgang Moser) 5:56,78 FB

#### Semifinal B (18 augusti)
1. Storbritannien (Steve Williams, James Cracknell, Ed Coode, Matthew Pinsent) 5:50,44 FA
2. Nya Zeeland (Donald Leach, Mahé Drysdale, Carl Meyer, Eric Murray) 5:52,95 FA
3. Polen (Jarosław Godek, Mariusz Daniszewski, Artur Rozalski, Rafał Smoliński) 5:53,32 FA
4. Slovenien (Tomaž Pirih, Jani Klemenčič, Grega Sračnjek, Miha Pirih) 5:55,53 FB
5. Ryssland (Sergej Matvejev, Vladimir Volodenkov, Evgenij Jigulin, Aleksandr Litvintjev) 6:02,26 FB
6. Kroatien  (Damir Vucicic, Igor Boraska, Petar Milin, Marko Dragicevic) 6:05,54 FB

### FinalER

#### Final A (21 augusti)
1. Storbritannien (Steve Williams, James Cracknell, Ed Coode, Matthew Pinsent) 6:06,98
2. Kanada (Cameron Baerg, Thomas Herschmiller, Jake Wetzel, Barney Williams) 6:07,06
3. Italien (Lorenzo Porzio, Dario Dentale, Luca Agamennoni, Raffaello Leonardo) 6:10,41
4. Australien (Dave McGowan, Rob Jahrling, Tom Laurich, David Dennis) 6:13,06
5. Nya Zeeland (Donald Leach, Mahé Drysdale, Carl Meyer, Eric Murray) 6:15,47
6. Polen (Jarosław Godek, Mariusz Daniszewski, Artur Rozalski, Rafał Smoliński) 6:22,43

#### Final B (19 augusti)
1. Tyskland (Jochen Urban, Sebastian Thormann, Philipp Stueer, Bernd Heidicker) 5:48,52
2. Tjeckien (Jakub Makovicka, Jan Schindler, Petr Vitásek, Karel Neffe Jr,) 5:49,99
3. Slovenien (Tomaž Pirih, Jani Klemenčič, Grega Sračnjek, Miha Pirih) 5:50,59
4. USA (Garrett Klugh, Michael Wherley, Jamie Schroeder, Wolfgang Moser) 5:52,55
5. Ryssland (Sergej Matvejev, Vladimir Volodenkov, Evgenij Jigulin, Aleksandr Litvintjev) 5:53,58
6. Kroatien (Damir Vucicic, Igor Boraska, Petar Milin, Marko Dragicevic) 5:57,36